# حسین لطف‌آبادی
حسین لطف‌آبادی (متولد ۱۳۲۳ در نیشابور) استاد روان‌شناسی و علوم تربیتی در دانشگاه شهید بهشتی تهران است. وی دارای دکترای روان‌شناسی تربیتی (سنجش و ارزشیابی آموزشی) از دانشگاه لین شوپینگ سوئد است. او دارای تالیفاتی درباره روان‌شناسی تربیتی، روان‌شناسی رشد، سنجش و اندازه‌گیری در علوم تربیتی و روان‌شناسی، مسائل و نگرش نوجوانان و جوانان ایران و... است. لطف‌آبادی با همکاری با سازمان ملی جوانان، پژوهش‌هایی درباره جوانان برای این سازمان انجام می‌دهد. 

حسین لطف‌آبادی

## زندگی
حسین لطف‌آبادی در سال ۱۳۲۳ در نیشابور و در خانواده‌ای دهقان به دنیا آمد. وی پس از گذراندن دوره دیپلم علوم تجربی در دبیرستان کمال الملک و کار آموزگاری سپاه دانش در محیط‌آباد نیشابور و آموزگاری دبستان در روستای عباس آباد موقوفه در شهرری، در سال ۱۳۴۵ وارد دانشگاه تهران شد. 
سپس در سال ۱۳۵۳ برای دوره دکترا به سوئد رفت و ده سال در آن کشور ماند. در سال ۱۳۵۴ با اینگوار وردلین (Ingvar Werdelin) از اساتید برجسته پژوهشهای پرورشی آشنا شد و توانست در دوره دکترا - به مدت ۵ سال (از ۱۳۵۴ تا ۱۳۵۹) - شاگرد او باشد. 
لطف‌آبادی، در سال ۱۳۶۳ همزمان با بازگشایی دانشگاه‌ها در ایران (پس از انقلاب فرهنگی)، به ایران بازگشت و در دانشگاه فردوسی مشهد مشغول به کار شد و تا سال ۱۳۸۰ به عنوان استاد روان‌شناسی تربیتی در آن دانشگاه به تدریس و پژوهش پرداخت. 
لطف‌آبادی، از سال ۱۳۸۰ به دانشگاه شهید بهشتی تهران آمد و به عنوان استاد روان‌شناسی تربیتی به تدریس و پژوهش پرداخت. اکنون نیز وی استاد همین دانشگاه است و با برخی دانشگاه‌های کانادا نیز همکاری دارد. 

## عقاید
نظریه بنیادی لطف‌آبادی در پژوهش‌های روان‌شناسی و علوم تربیتی با نام خردگرایی مینوی (بهشتی) و علمی ارائه شده‌است که فلسفه زیربنایی همه دیدگاه‌های وی است. او عقیده دارد که با اتکاء به خردمندی و اندیشه درست می‌توان دانش عینی در روان‌شناسی و علوم تربیتی را با هستی مینوی و والا در پیوند با یکدیگر قرارداد و از این راه، افقهای روشن و مطمئن و رهایی بخش برای زندگی رسا و شادمانه را پیش روی خود گشود. این دیدگاه و کاربردهای آن را می‌توان در آثار لطف‌آبادی (از جمله در آخرین مقالاتی که در سایت وی است) مطالعه کرد.

## آثار

### کتاب
- روان‌شناسی رشد زبان، انتشارات آستان قدس رضوی، ۱۳۶۵.
- سنجش و اندازه گیری در علوم تربیتی و روان‌شناسی (روانسنجی سنتی و رویکردهای جدید در سنجش روانی-تربیتی)، سمت، ۱۳۷۵.
- روان‌شناسی رشد (۲) «نوجوانی، جوانی، و بزرگسالی»، سمت، ۱۳۷۸.
- رشد اخلاقی، ارزشی، و دینی در نوجوانی و جوانی، سازمان ملّی جوانان، ۱۳۸۰.
- آزمونهای روانی-شناختی برای مشاوره کودک، چاپ هفتم، آستان قدس رضوی، ۱۳۸۲.
- وضعیت و نگرش و مسائل جوانان ایران، سازمان ملّی جوانان، ۱۳۸۲ و ۱۳۸۳.
- روان‌شناسی تربیتی، سمت، ۱۳۸۴.
  - روان‌شناسی رشد (۱)، سمت، ۱۳۷۰. (با همکاری سوسن سیف، پروین کدیور، و رضا کرمی نوری)

### مقاله
لطف‌آبادی مقالات متعددی را در نشریات گوناگونی منتشر کرده‌اند، از جمله: مجله مطالعات تربیتی و روان‌شناسی؛ فصلنامه علمی-پژوهشی نوآوری‌های آموزشی؛ فصلنامه حوزه و دانشگاه؛ و فصلنامه تعلیم و تربیت. 
- رساله دکترای وی با عنوان «ارزشیابی آموزشی و سنجش پیشرفت آموزشی و پژوهشی دانشجویان دکترای روان‌شناسی تربیتی در دانشگاه‌های سوئد». انتشارات دانشگاه لین شوپینگ، سوئد. ۱۳۵۹—به زبان انگلیسی می‌باشد.

Educational Evaluation and Assessing Learning and Researching Achievement of the Doctoral Students of Educational Psychology in Sweden, Linshopping University Press, Sweden, ۱۹۸۰ - In English

## عضویت کنونی در نهادهای مختلف
- استاد دانشگاه شهید بهشتی (از سال ۱۳۸۰)
- پروفسور (عضو همکار) دپارتمان روان‌شناسی کاربردی دانشگاه تورنتو کانادا (از سال ۱۳۷۶)
- سردبیر فصلنامه علمی-پژوهشی نوآوری‌های آموزشی وزارت آموزش و پرورش (از سال ۱۳۸۲)
- عضو شورای علمی انجمن پژوهشهای آموزشی (از سال ۱۳۸۲)
- عضو شورای پژوهشی مؤسسه پژوهشی برنامه ریزی درسی و نوآوری‌های آموزشی (از سال ۱۳۸۲)
- عضو گروه روان‌شناسی تربیتی پژوهشکده تعلیم و تربیت (از سال ۱۳۸۱)
- عضو وابسته کمیته علمی دپارتمان روان‌شناسی رشد کاربردی دانشگاه تورنتو کانادا (از سال ۱۳۷۵)
- عضو انجمن روان‌شناسی آنتِریو کانادا (از سال ۱۳۷۴)
- عضو انجمن ایرانی تعلیم و تربیت (از سال ۱۳۶۹)